# Reg Strikes Back
Reg Strikes Back è il ventinovesimo album (il ventunesimo in studio) dell'artista britannico Elton John, pubblicato il 20 giugno 1988.

## Descrizione
Il 1987 è un anno da dimenticare per il pianista di Pinner: infatti, dopo aver affrontato una complicata operazione alla gola, la sua voce diviene più roca e perde il caratteristico falsetto esibito precedentemente in molte canzoni. Elton divorzia da Renate Blauel proprio mentre si aggrava la dipendenza da alcool e stupefacenti; viene inoltre coinvolto dal Sun in falsi scandali di sesso e droga, mentre il Watford retrocede inesorabilmente di categoria. Con la produzione di questo disco, la rockstar intende rompere con il suo passato tormentato e turbolento e combattere contro gli spettri che opprimono da troppo tempo la sua vita. Dopo aver vinto la causa per diffamazione contro il Sun (che lo risarcisce e gli fa pubbliche scuse), Elton mette all'asta per beneficenza i numerosi abiti di scena esibiti nel corso della sua carriera: essi sono presenti in massa sulla copertina di questo album, il cui nome significa letteralmente Reg (diminutivo del suo nome Reginald) colpisce ancora, ma l'espressione significa anche "contrattacca, reagisce".
L'LP viene registrato agli Air Studios di Londra. È totalmente sprovvisto di arrangiamenti orchestrali, mentre la produzione è affidata nuovamente a Chris Thomas. Elton suona un pianoforte elettrico Roland al posto del solito pianoforte a coda. I brani, di stampo pop rock, vengono accolti abbastanza bene dalla critica. Questo è inoltre l'ultimo album di Elton John nel quale compare lo storico bassista Dee Murray (per la precisione ai cori).
L'album non va oltre un numero 18 in patria, ma piazza al numero 2 in USA il singolo I Don't Wanna Go on with You like That; tra l'altro, si rivela un gran successo in Italia (pur se a distanza di vari mesi dalla pubblicazione), conseguendo una numero 3 grazie all'altro estratto A Word in Spanish, che Elton esegue al Festival di Sanremo 1989. Comunque un altro singolo, Town of Plenty, era stato già scelto come videosigla di chiusura di una trasmissione per ragazzi della RAI (Big!). Viene pubblicata anche Mona Lisas and Mad Hatters (Part Two), proseguimento logico della prima Mona Lisas (ma solo a livello di testo).
Nel 1998 è stata pubblicata la versione rimasterizzata di Reg Strikes Back, contenente quattro tracce bonus.

## Tracce
Tutti i brani sono stati composti da Elton John e Bernie Taupin, salvo dove notato diversamente.
1. Town of Plenty – 3:40
2. A Word in Spanish – 4:39
3. Mona Lisas and Mad Hatters (Part Two) – 4:12
4. I Don't Wanna Go on with You like That – 4:36
5. Japanese Hands – 4:40
6. Goodbye Marlon Brando – 3:30
7. The Camera Never Lies – 4:37
8. Heavy Traffic (Elton John, Bernie Taupin, Davey Johnstone) – 3:28
9. Poor Cow – 3:50
10. Since God Invented Girls – 4:39

### Tracce bonus (CD 1998)
1. Rope Around a Fool – 3:48
2. I Don't Wanna Go on with You like That (Shep Pettibone Mix) – 7:16
3. I Don't Wanna Go on with You like That (Just Elton and the Piano Mix) – 4:37
4. Mona Lisas and Mad Hatters (Part Two) (The Renaissance Mix) – 6:19

## B-sides
| Brano                                                                                    | Formato                                                         |
| ---------------------------------------------------------------------------------------- | --------------------------------------------------------------- |
| "Rope Around a Fool"                                                                     | I Don't Wanna Go On With You Like That 12"/CD (UK) / 7" (US/UK) |
| "I Don't Wanna Go On With You Like That (Shep Pettibone Mix)"                            | I Don't Wanna Go On With You Like That 12"/CD (US/UK)           |
| "I Don't Wanna Go On With You Like That (The Pub Dub)"                                   | I Don't Wanna Go On With You Like That 12"/CD (US)              |
| "I Don't Wanna Go On With You Like That (Just Elton and the Piano Mix)"                  | I Don't Wanna Go On With You Like That 12"/CD (US)              |
| "I Don't Wanna Go On With You Like That (Just for Radio Mix)"                            | I Don't Wanna Go On With You Like That 12" (US)                 |
| "A Song for You/Blue Eyes/I Guess That's Why They Call It the Blues (Live in Australia)" | A Word in Spanish 12"/CD (UK)                                   |
| "Daniel (Live in Australia)"                                                             | A Word in Spanish 12"/CD (UK)                                   |
| "Mona Lisas and Mad Hatters (Part Two) (Renaissance Mix)"                                | Mona Lisas and Mad Hatters (Part Two) 12" (US)                  |
| "Mona Lisas and Mad Hatters (Part Two) (Da Vinci Version)"                               | Mona Lisas and Mad Hatters (Part Two) 12" (US)                  |
| "Mona Lisas and Mad Hatters (Part Two) (Self Portrait Instrumental)"                     | Mona Lisas and Mad Hatters (Part Two) 12" (US)                  |

## Formazione
- Elton John: voce, tastiera
- Charlie Morgan: batteria
- David Paton: basso
- Davey Johnstone: chitarra, cori
- Pete Townshend: chitarra
- Fred Mandel: sintetizzatore
- Ray Cooper: tamburello basco, maracas, timbales
- Freddie Hubbard: tromba, flicorno
- Dee Murray, Nigel Olsson, Adrian Baker, Bruce Johnston, Carl Wilson: cori